# Chlorodrepanis flava
L'amakihi di Oahu o, più correttamente, ʻamakihi di Oʻahu (Chlorodrepanis flava (Bloxam, 1827)) è un uccello passeriforme della famiglia Fringillidae.

## Etimologia
Il nome scientifico di questi uccelli, flava, deriva dal latino flavus-a-um, col significato di "giallo", in riferimento alla livrea di questi uccelli.

## Descrizione

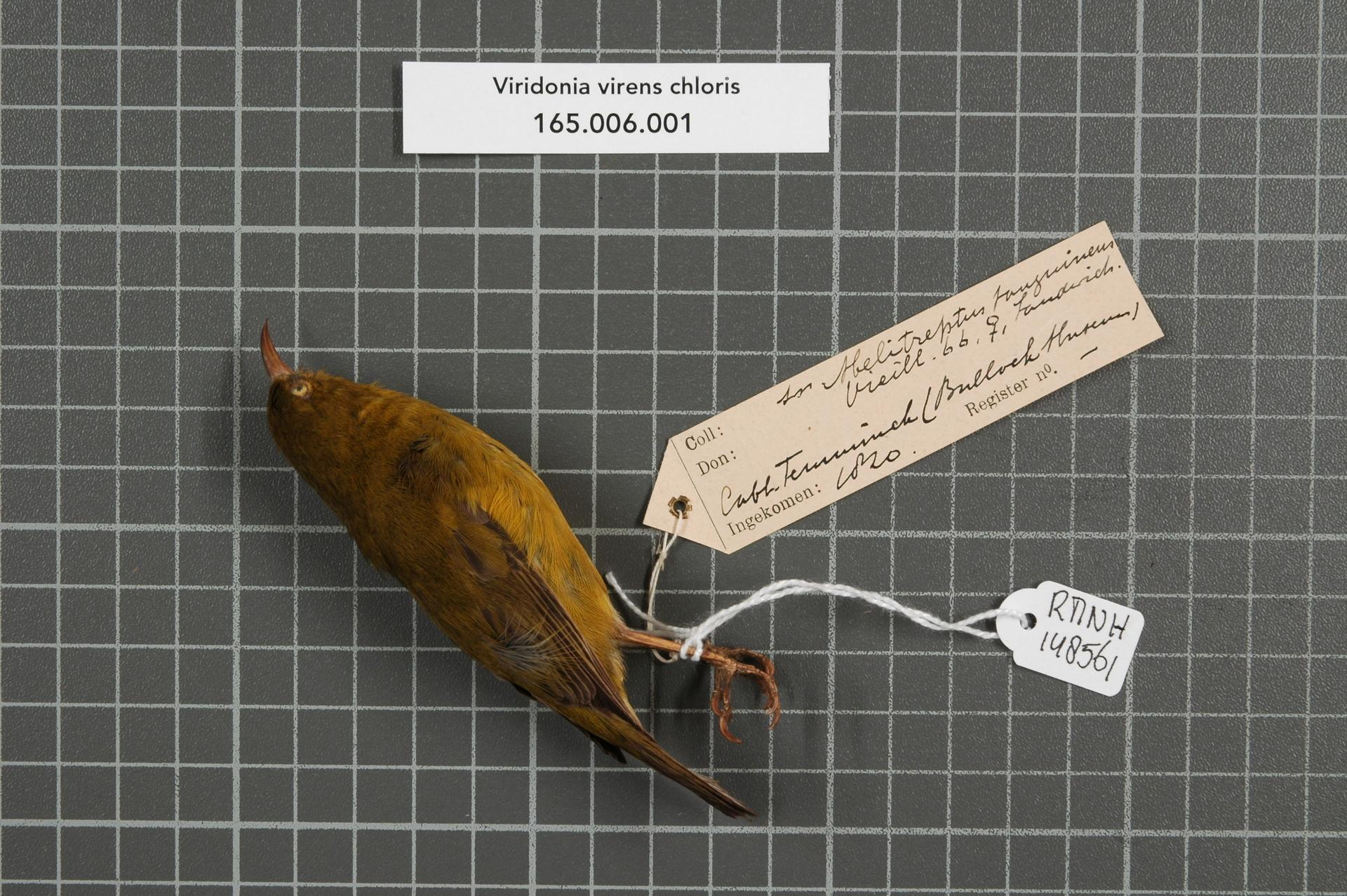
Maschio impagliato.

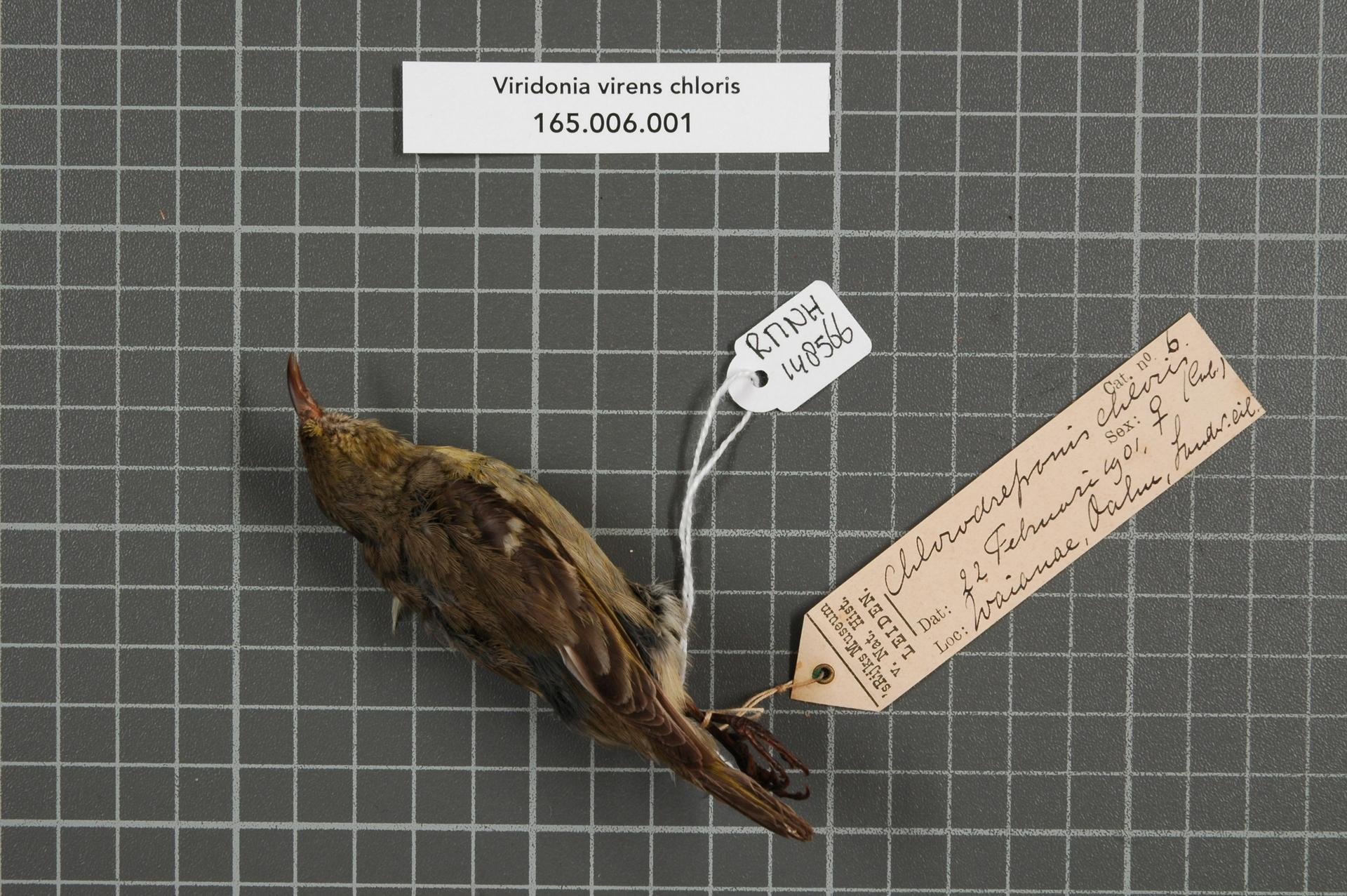
Femmina impagliata.

### Dimensioni
Misura 11 cm di lunghezza, per un peso di 11-17 g.

### Aspetto
Si tratta di uccelli dall'aspetto paffuto e massiccio, con testa arrotondata e becco conico ed incurvato verso il basso.

Il piumaggio è giallino su testa e area ventrale, mentre nuca, dorso, ali e groppa sono di colore verde oliva: ali e coda assumono colorazione nerastra, le prime con una banda trasversale di colore bianco sporco che caratterizza la specie. Bianco è anche il sottocoda. Dai lati del becco parte una banda nera che raggiunge gli occhi, formando una mascherina: tale banda è più evidente nei maschi rispetto alle femmine, che possiedono inoltre colorazione dalla tonalità più smorta. In ambedue i sessi gli occhi sono di colore bruno scuro, le zampe sono nerastre e il becco è anch'esso nerastro con orli bianco-rosati.

## Biologia
Si tratta di uccellini diurni e piuttosto vivaci, che si muovono fra i rami alla ricerca incessante di cibo, in coppie o in piccoli gruppi familiari i cui componenti si tengono in contatto fra loro mediante pigolii continui.

### Alimentazione
La dieta dell'amakihi di Oahu è piuttosto opportunistica: questi uccelli si nutrono infatti indifferentemente di cibo di origine animale (insetti, piccoli invertebrati, larve) o vegetale (frutta, bacche, nettare), che viene reperito sia fra i cespugli che fra gli alberi. 

### Riproduzione
La stagione degli amori si estende da dicembre a marzo: le coppie, una volta formatesi, rimangono insieme per la vita.

Finora sono stati osservati solo tre nidi sicuramente ascrivibili a questa specie: essi presentano dimensioni ridotte (una decina di cm di diametro) e si compongono principalmente di erba e fibre vegetali, intrecciate perlopiù dalla femmina. Al loro interno vengono deposte generalmente due uova, che la femmina provvede a covare da sola, mentre le cure parentali verso i nidiacei (ciechi e implumi alla nascita) sono a carico di ambedue i genitori: i piccoli si involano attorno alle tre settimane dalla schiusa, tuttavia è raro che essi si allontanino subito dai genitori, rimanendo spesso presso il nido fino alla successiva covata.

## Distribuzione e habitat

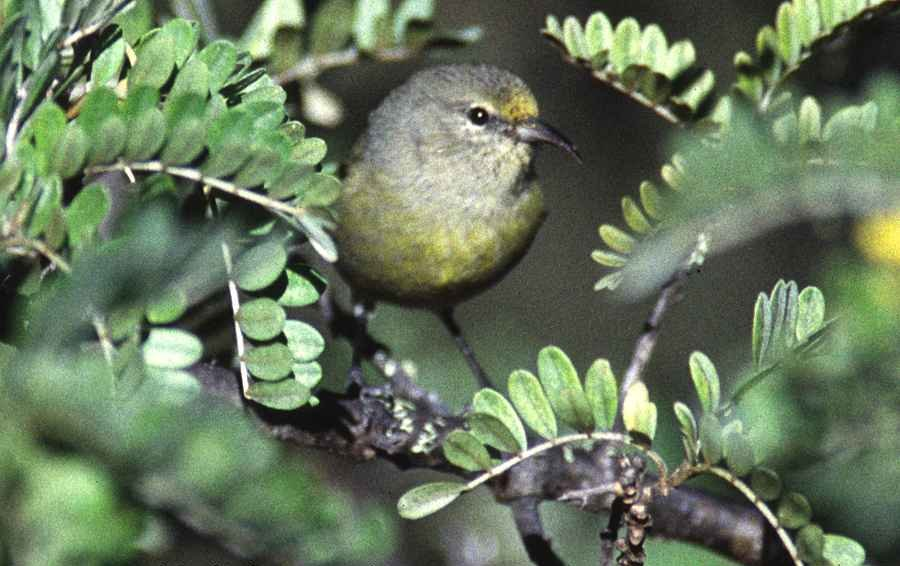
Esemplare in natura.

Come intuibile dal nome comune, l'amakihi di Oahu è endemico dell'isola hawaiiana di Oahu: diffuso in passato in tutte le aree boscose dell'isola, attualmente questo uccello con due popolazioni distinte abita le catene montuose dei monti Koolau (ad eccezione della loro porzione settentrionale) e dei monti Waianae.
L'habitat di questa specie è rappresentato dalle aree boscose, sia umide che secche, prediligendo le aree vallive. A differenza di altre specie di drepanidini, rifugiatesi in alta quota per sfuggire alle epidemie di vaiolo e malaria che ne hanno decimate le popolazioni, l'amakihi di Oahu è diffuso ad altezze tutto sommato modeste (500 m o anche meno nella porzione occidentale dell'areale, anche sotto i 30 m in quella orientale) ed ha risentito piuttosto poco della colonizzazione dell'isola da parte delle specie introdotte, colonizzando nel tempo le foreste con forte presenza di guava e kukui e spingendosi anche nei centri urbani con presenza di vegetazione sufficiente.

## Tassonomia
Inizialmente ascritto al genere Nectarinia (col quale non sussiste alcuno stretto legame di parentela e solo una vaga somiglianza esteriore), fino al 1995 l'amakihi di Oahu è stato considerato una sottospecie dell'amakihi di Hawaii (Chlorodrepanis virens flavus), a sua volta ascritto prima al genere Loxops, poi in Viridonia (dove, essendo il nome scientifico già occupato da un'altra specie, cambiò il proprio nome in V. chloris) ed infine in Hemignathus: in seguito alle analisi del DNA, oltre all'elevazione al rango di specie a sé stante (ma sempre nell'ambito di Hemignathus) l'amakihi di Oahu, assieme anche alle altre due specie di amakihi, è stato spostato in un genere a sé stante, Chlorodrepanis, che occupa tuttora.